# 妻子
妻，是婚姻中對女性配偶的稱謂，在異性婚姻中与丈夫相对应。

## 稱呼

### 漢語
「妻」一詞的來歷最早見於《易經系辭》：「人於其官，不見其妻。」在古代，妻子一詞指代是妻與子。唐代後「妻子」漸漸成為所有男人之異性配偶之通稱。
中國古時對他人稱自己的妻子多以拙荊或內人，對自己妻子稱娘子，“老婆”一詞則源於唐代。
進入現代後，則出現了书面與口語兩種說法。不同的地方也有不同的叫法。口語最常见的有“老婆”、“媳妇（儿）”，此外还有堂客、太太、内子、太座、爱人、亲爱的、女人、孩子的妈（娘）、母（台語，國語諧音「某」）、牽手、另一半、蜜糖、甜心……等等，因人而異，有多種變化，可隨場合與心情隨意使用。書面用語則仍然保留「內子」、「內人」等對他人稱自己妻子的名稱。
- 「太太」一詞，源自於周朝立國前的三位君王──周太王、季歷、周文王的正室太姜、太任、太姒，合稱「三太」，表示自家妻子的賢德可比這三位國母，是帶著些許詼諧意味。
- 「前妻」是再婚的男性称呼已去世或离婚了的妻子，区别于现任的妻子[1]。

21世記以來，因受日語影響，有些年輕人以「人妻」稱之，包括出現在新聞或電視劇中，例如《犀利人妻》。
有些人会称呼姐妹淘为老婆（另見夫人），例如S.H.E的成员会呼叫对方为老婆（即「Madam」）， 也有首国语流行曲叫老婆。
臺灣話中將妻子雅稱為牽手，清朝初年臺灣文獻記載臺灣原住民族、平埔人稱妻為牽手，但根據更早的16-17世紀馬尼拉文獻，「牽手」是菲律賓的漳州人最早使用，學者推測「牽手」一詞可能最早是個流行於福建漳泉地區「外來語」。後在臺灣普遍使用，向外人謙稱自己配偶；而菲律賓馬尼拉閩南話、咱人話文獻中也有相同用語。

## 一夫一妻多妾制中的妻子類型
在某些一夫一妻多妾制裡，妻子有等級之分，可分為嫡妻和庶妻(庶妻並非正式稱號，實際上只有嫡妻可稱為妻)。嫡妻即正妻，禮制上與夫平等。庶妻即妾，地位低很多。娶妻是用婚書，納妾(不能稱為娶妾)則只用妾契，因妾是買賣得來之半貨物，而妻是三書六禮迎娶之正式家族成員。在中國，早期庶妻又有媵和妾的區別，媵地位較妾高。首位正妻又稱元配、髮妻，元配死亡或離婚後所娶的正妻稱為繼室，又稱填房。
若同時有多於一位嫡妻，則元配以外之嫡妻稱為平妻(除特別情況，多數朝代不容許娶多於一妻)。